# Stadtbefestigung (Opole)

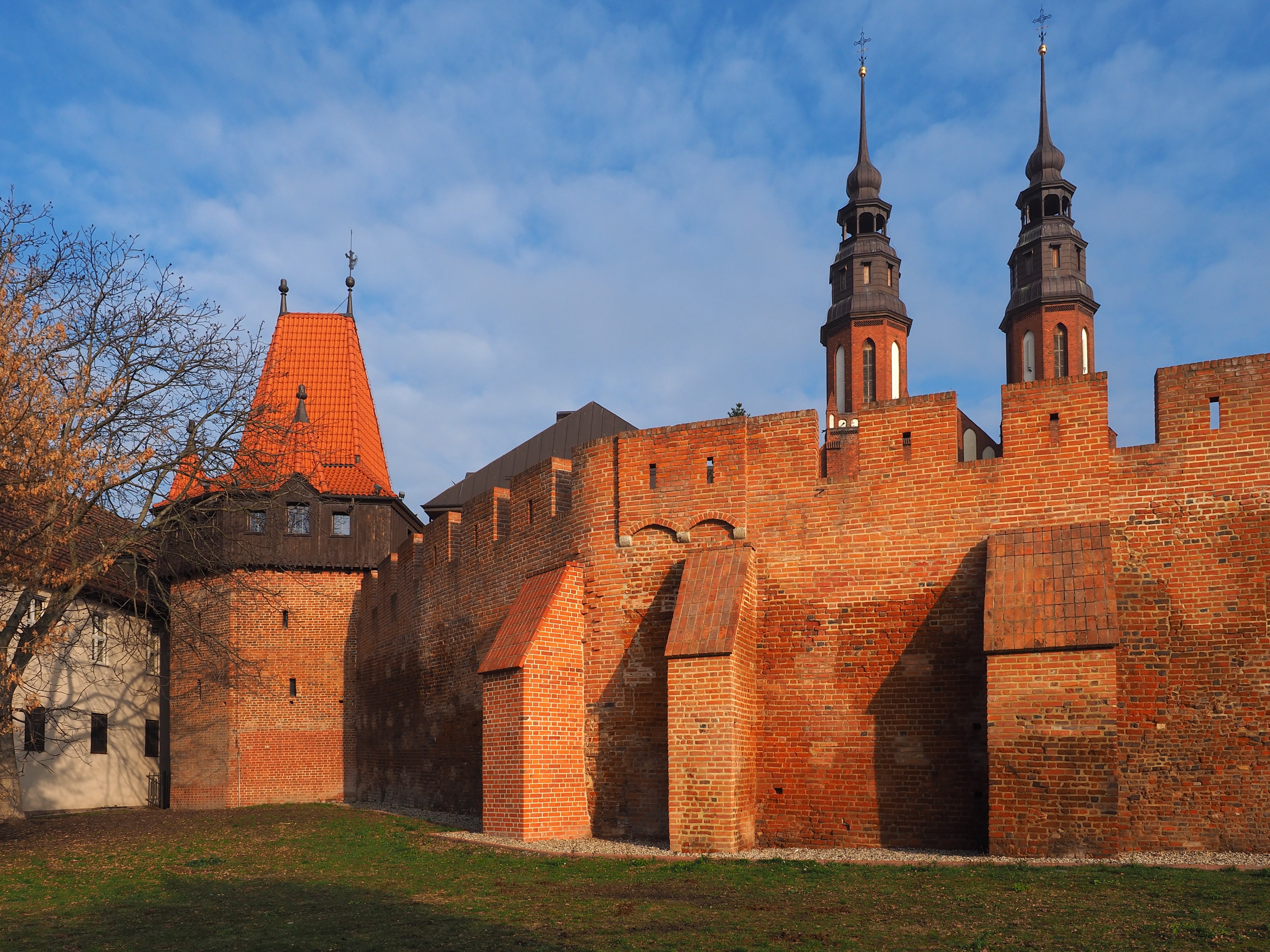
Fragmente der Stadtmauer mit Stadtturm an der Kathedrale

Die Stadtbefestigung der schlesischen Stadt Opole (dt. Oppeln) ist in Teilen erhalten und umgibt den alten Ortskern.

## Beschreibung und Geschichte

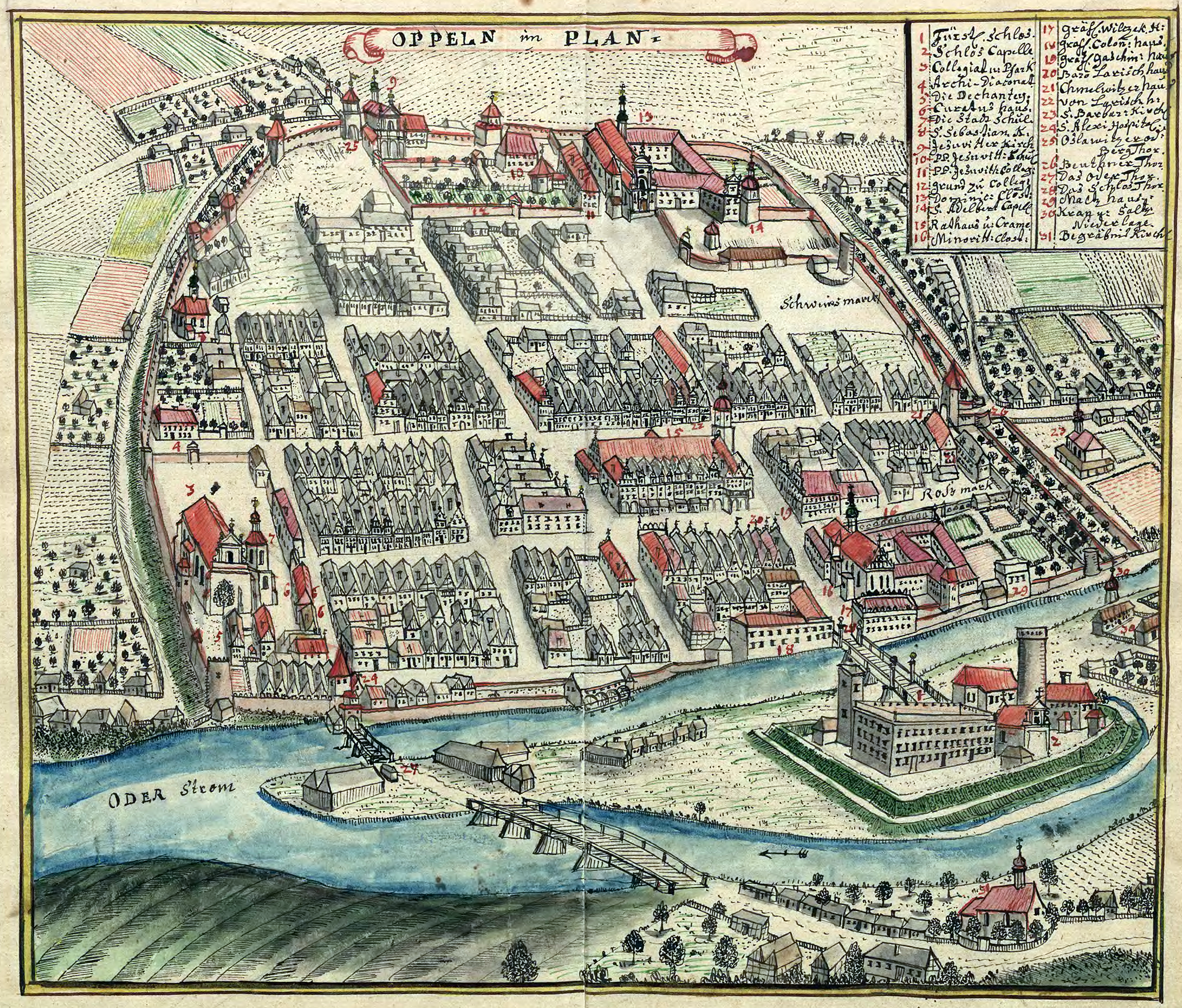
Ansicht der Stadt mit Stadtmauer – Mitte des 18. Jahrhunderts

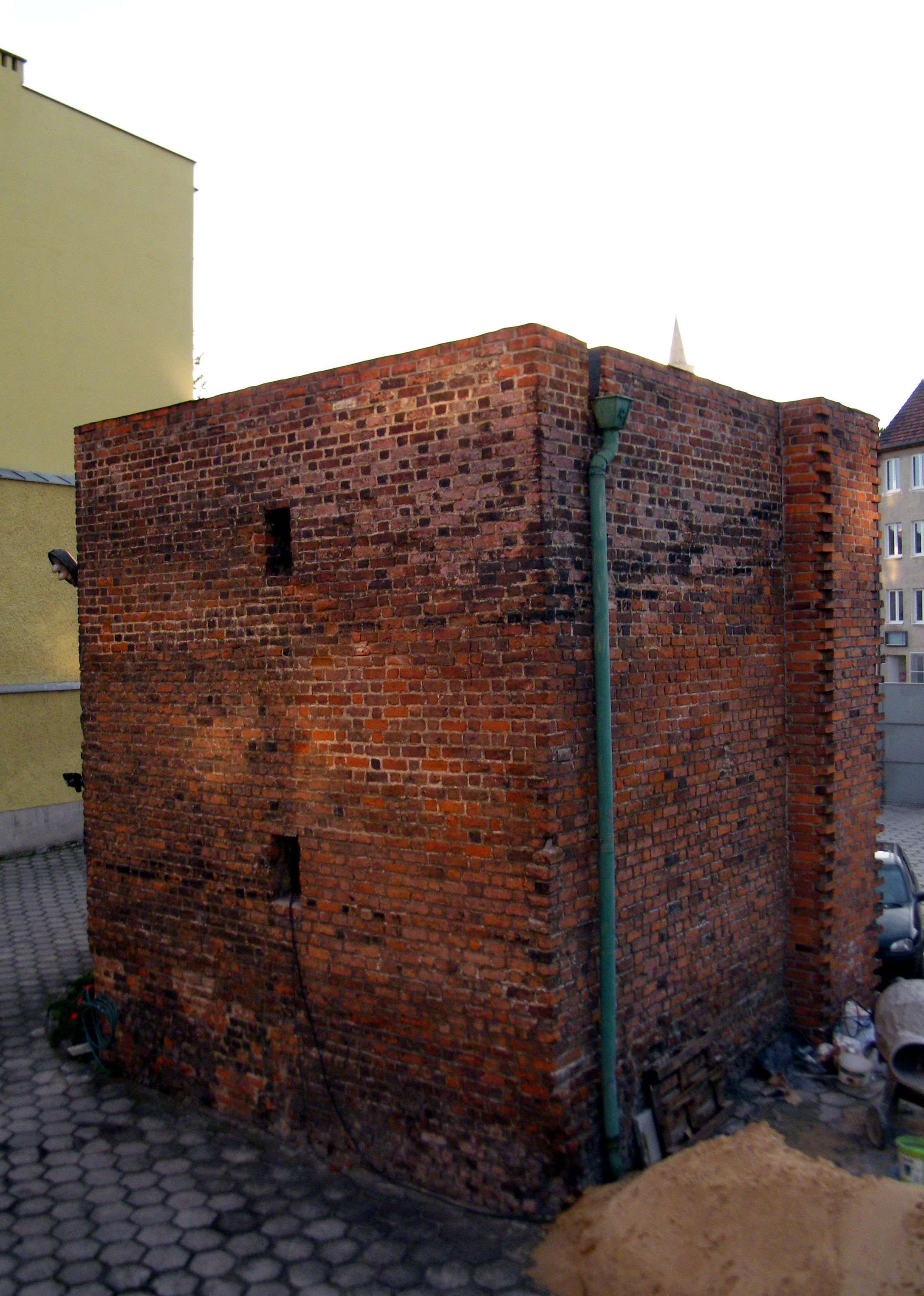
Wolfsturm

Eine erste Stadtbefestigung erhielt die Stadt Oppeln Ende des 13. Jahrhunderts unter dem Fürsten Bolko I. Diese wurde in den folgenden Jahrhunderten mehrfach aus- und umgebaut. Mitte des 16. Jahrhunderts wurde die Stadtmauer aufgestockt und mit insgesamt 14 Wehrtürmen versehen. Die Mauern wurden in der Regel aus Ziegeln und Steinen errichtet und waren in etwa 2,5–3 m dick und etwa 6,5–9 m hoch. Umgeben war die Stadtmauer nochmals von einer kleineren Mauer sowie einem Graben. Es bestanden insgesamt fünf Stadttore: Beuthener bzw. Groschowitzer Tor im Süden, Berg- bzw. Goslawitzer Tor im Osten, Nikolai- bzw. Bischofstor im Norden, Schlosstor im Südwesten sowie das Oder- bzw. Neisser Tor im Westen.
Im Laufe des 18. Jahrhunderts verlor die Befestigung ihre Funktion. Ab 1819 begann die Schleifung der Stadtbefestigung. Die Standorte der Stadtmauer wurden größtenteils bebaut und nur in Teilen als begrünte Parkanlage angelegt. 1889 erfolgte der Abriss des letzten Stadttores, des Odertors.
Erhalten haben sich bis heute einzelne Fragmente der Stadtmauer, darunter vor allem im nordwestlichen Bereich im Bereich an der Kathedrale zum Heiligen Kreuz. Ein Großteil der historischen Bausubstanz wurde in bestehende Bauwerke integriert und ist somit nicht mehr direkt sichtbar. Die Befestigungsanlagen wurden am 31. März 1964 unter 755/64 in das Verzeichnis der Baudenkmäler der Woiwodschaft Oppeln eingetragen.
In den 2000er Jahren wurden Fragmente der Stadtmauer rekonstruiert und saniert, darunter der Bereich im Nordwesten im Bereich der Kathedrale. Zwischen 2018 und 2020 wurde das erhaltene Mauerwerk an der nordöstlichen Seite am Plac Mikołaja Kopernika (Opole) saniert, darunter auch die Reste des Oberen Schlosses. Die Grünanlage wurde ebenfalls neu angelegt und eine Statue für Wladislaus II. von Oppeln aufgestellt.

### Stadtturm an der ul. ks. Stefana Baldego
Der Stadtturm ⊙ (poln. Baszta Artyleryjska) an der ul. ks. Stefana Baldego liegt unmittelbar an der Oppelner Kathedrale. Der Turm entstand im 15. Jahrhundert und hat sich teilweise erhalten. Zwischen 2007 und 2008 wurde der Turm wieder hergestellt und der Turmhelm aus Holz rekonstruiert. Der anschließende Mauerrest wurde ebenfalls wiederhergestellt und in Teilen rekonstruiert.

### Wolfsturm
Der Wolfsturm ⊙ (poln. Baszta Wilk) ist ein in Teilen erhaltener Stadtturm. Dieser liegt im Südosten des Ortskerns am Tuchmarkt (poln. Mały Rynek) im Innenhof des Klosters der Notre-Dame-Schwestern. Der Turm steht auf einem rechteckigen Grundriss. Im Erdgeschoss bestand einst eine Adalbert-Kapelle.